# ایفدل
شهر ایفدل (به روسی: Ивдель) در کشور روسیه و در اوبلاست سوردلوفسک واقع شده‌است.